# Rembetiko
Rembetiko (sau rebetiko, în grecește) este un gen muzical urban, aparținând muzicii grecești. A cunoscut o renaștere în anii 1960 și 1970. Muzica rembetiko a fost comparată cu muzica blues a sclavilor negri americani.

## Artiști care au făcut înregistrări pe discuri de 78mm
- Rita Abatzi (Ρίτα Αμπατζή) (1903–1969) voce
- Grigoris Asikis (Γρηγόρης Ασικής) (1890–1967) voce, compozitor
- Yiorgos Batis (Γιώργος Μπάτης) (1890–1967) voce, baglamas, compozitor
- Sotiria Bellou (Σωτηρία Μπέλλου) (1921–1997) voce, chitară
- Grigoris Bithikotsis (Γρηγόρης Μπιθικώτσης), (1922–2005) voce, compozitor
- Manolis Chiotis (Μανώλης Χιώτης) (1921–1970) voce, bouzouki, chitară, compozitor
- Loukas Daralas (Λούκας Νταράλας) (1927–1977) voce, bouzouki, compozitor
- Roza Eskenazi (Ρόζα Εσκενάζυ) (c 1895–1980) voce
- Mikhalis Genitsaris (Μιχάλης Γενίτσαρης) (1917–2005) voce, bouzouki, compozitor
- Giorgos Katsaros (Γιώργος Κατσαρός [θεολογίτης]) (1888–1997) voce, chitară, (Statele Unite ale Americii)
- Stelios Kazantzidis (Στέλιος Καζαντζίδης) (1931–2001) voce, compozitor
- Marika Ninou (Μαρίκα Νίνου) (1922–1957) voce
- Marika Papagika (Μαρίκα Παπαγκίκα) (1890–1943) voce (Statele Unite ale Americii)
- Ioannis Papaioannou (Γιάννης Παπαϊωάννου) (1914–1972) voce, bouzouki, compozitor
- „Stellakis” Perpiniadis (Στελλάκης Περπινιάδης) (1899–1977) voce
- Nicos Pourpourakis (Nίκος Πουρπουράκης) bouzouki, compozitor, director muzical  (Statele Unite ale Americii)
- Kostas Roukounas (Κώστας Ρούκουνας) (1903–1984) voce, chitară
- Kostas Skarvelis (Κώστας Σκαρβέλης) (1880–1942) chitară, compozitor
- Giannis Tatasopoulos (Γιάννης Τατασόπουλος) (1928–2001) bouzouki, compozitor, postbelic (Statele Unite ale Americii)
- Yovan Tsaous (nume real: Giannis Eitziridis) (Γιοβάν Τσαούς (Γιάννης Εϊτζιρίδης ή Ετσειρίδης)) (1893–1942) sazi, baglamas, tambouri, compozitor
- Vassilis Tsitsanis (Βασίλης Τσιτσάνης) (1915–1984) voce, bouzouki, compozitor
- Markos Vamvakaris (Μάρκος Βαμβακάρης) (1905–1972) voce, bouzouki, compozitor
- Nikos Vrachnas (Νίκος Βράχνας) (cca. 1941–2004) voce, bouzouki